# بليتش (الموسم 5)
هجوم البونت على مجتمع الأرواح (バウント・尸魂界強襲篇 باونتو سورو سوسايتي كيوشو هِن) هو الموسم الخامس من أنمي بليتش، ويحتوي على 18 حلقة. قام بإخراج الموسم نوريوكي أبيه وأنتجه تلفاز طوكيو و‌دنستو و‌إستديو بيرو. الموسم مقتبس من مانغا بنفس الاسم للمؤلف تايت كوبو ولكن بقصة حصرية لمسلسل الأنمي فقط. يحكي الموسم عن غزو البونت - عرق من البشر يتغذى على الأرواح البشرية لإطالة أعمارهم - لمجتمع الأرواح، موطن الشينيغامي.
أُذيع الموسم لأول مرة في اليابان في 8 أغسطس 2006 وحتى 4 يناير 2007. أصدرت أنيبلكس أربعة مجلدات دي في دي كل منها يحتوي على 4 حلقات ابتداءً من 24 يناير 2007 وحتى 25 أبريل 2007.
يحتوي الموسم على 4 شارات موسيقية: شارتا بداية وشارتا نهاية. شارة البداية لأول 6 حلقات هي «الليلة، الليلة، الليلة» (Tonight, Tonight, Tonight) من أداء بيت كروسيدر؛ وبقية الحلقات تستخدم «النجم الدوار» (Rolling Star) من أداء يويه. شارة النهاية الأولى هي «أتحرك!!» (Movin!!) من أداء تاكاتشا؛ أما بقية الحلقات فتستخدم «حبيبتي إنها أنتِ» (Baby It's You) من غناء جون.

## قائمة الحلقات
| الرقم | عنوان الحلقة                                                                       | فصول المانغا                               | تاريخ العرض الأصلي |
| ----- | ---------------------------------------------------------------------------------- | ------------------------------------------ | ------------------ |
| 92    | «دخول عالم الشينيغامي، مجددًا» (死神世界への突入、再び)                             | حصرية                                      | 8 أغسطس 2006       |
| 93    | «اعتداء البونت! الفوضى في الثلاثة عشرة فرقة» (バウンド強襲！激震の護廷十三隊)      | حصرية                                      | 15 أغسطس 2006      |
| 94    | «قرار هيتسوغايا! اقتراب لحظة الصراع» (日番谷の決意！激突の時迫る)                  | حصرية                                      | 22 أغسطس 2006      |
| 95    | «بياكويا يخوض المعركة! رقصة تقسيم رياح أزهار الكرز» (白哉出陣！風を裂く桜の舞)     | حصرية                                      | 5 سبتمبر 2006      |
| 96    | «إيتشيغو・بياكويا・كاريا، معركة الثلاثة الأشداء!» (一護・白哉・狩矢、三極の戦い！) | حصرية                                      | 12 سبتمبر 2006     |
| 97    | «خروج هيتسوغايا! اهزم العدو في الغابة» (日番谷出撃！森の中の敵を斬れ)              | حصرية                                      | 19 سبتمبر 2006     |
| 98    | «اشتباك! كينباتشي زاراكي ضد ماكي إيتشنوس» (激突！更木剣八VS一之瀬真樹)             | حصرية                                      | 4 أكتوبر 2006      |
| 99    | «شينيغامي ضد شينيغامي! القوة غير المسيطر عليها» (死神VS死神！暴走する力)           | حصرية                                      | 11 أكتوبر 2006     |
| 100   | «موت سوي فونغ؟ نهاية الفيلق السري المتنقل» (砕蜂死す？隠密機動の最後)              | حصرية                                      | 18 أكتوبر 2006     |
| 101   | «بانكاي مايوري!! ساواتاري - معركة الشياطين» (マユリ卍解!!沢渡・悪魔の激突)         | حصرية                                      | 1 نوفمبر 2006      |
| 102   | «الكوينسي الأخير! القوة المفجرة» (最後のクインシー！暴発する力)                    | حصرية                                      | 8 نوفمبر 2006      |
| 103   | «إيشيدا، تجاوز حدود الهجوم!» (石田、限界を超えて撃て！)                            | حصرية                                      | 15 نوفمبر 2006     |
| 104   | «نضال الفرقة العاشرة المميت! إطلاق هيورينمارو» (死闘十番隊！氷輪丸を放て)          | حصرية                                      | 22 نوفمبر 2006     |
| 105   | «كاريا، العد التنازلي للانفجار» (狩矢！爆発へのカウントダウン)                     | حصرية                                      | 29 نوفمبر 2006     |
| 106   | «الحياة والانتقام! إيشيدا، الاختيار النهائي» (命と復讐！石田、究極の選択)          | حصرية                                      | 6 ديسمبر 2006      |
| 107   | «النصل المتأرجح لأسفل! لحظة الخراب» (振り下ろされた刃！破滅の瞬間)                 | حصرية                                      | 13 ديسمبر 2006     |
| 108   | «عويل البونت! الاشتباك الأخير» (慟哭のバウント！最後の激突)                        | حصرية                                      | 20 ديسمبر 2006     |
| 109   | «إيتشيغو وروكيا، الأفكار الدائرة حول السماء» (一護とルキア、廻天する想い)          | قصة جانبية أ - الرمل قصة جانبية ب - الدوَّار | 4 يناير 2007       |

## إصدارات منزلية
| المجلد | تاريخ الإصدار  | الحلقات | مرجع   |
| ------ | -------------- | ------- | ------ |
| 1      | 24 يناير 2007  | 92–95   | [ 5 ]  |
| 2      | 28 فبراير 2007 | 96–99   | [ 10 ] |
| 3      | 28 مارس 2007   | 100–104 | [ 11 ] |
| 4      | 25 أبريل 2007  | 105–109 | [ 6 ]  |